# هورسفلدية جرداء
هورسفلدية جرداء (الاسم العلمي:Horsfieldia glabra) هي نوع هجين من النباتات تتبع جنس الهورسفلدية من الفصيلة البسباسية.